# Nemeskolta
Nemeskolta is een plaats (község) en gemeente in het Hongaarse comitaat Vas. Nemeskolta telt 385 inwoners (2001).

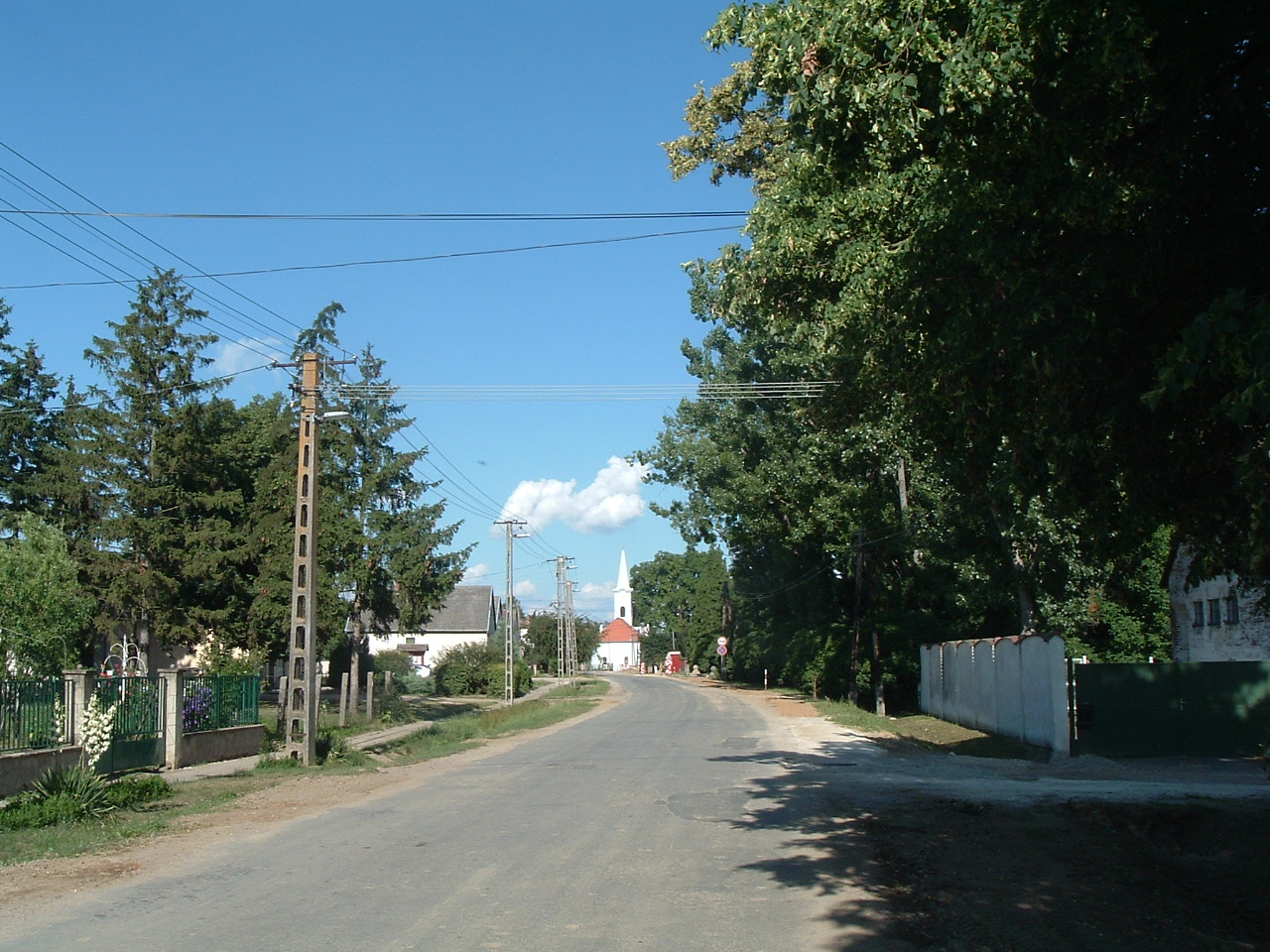
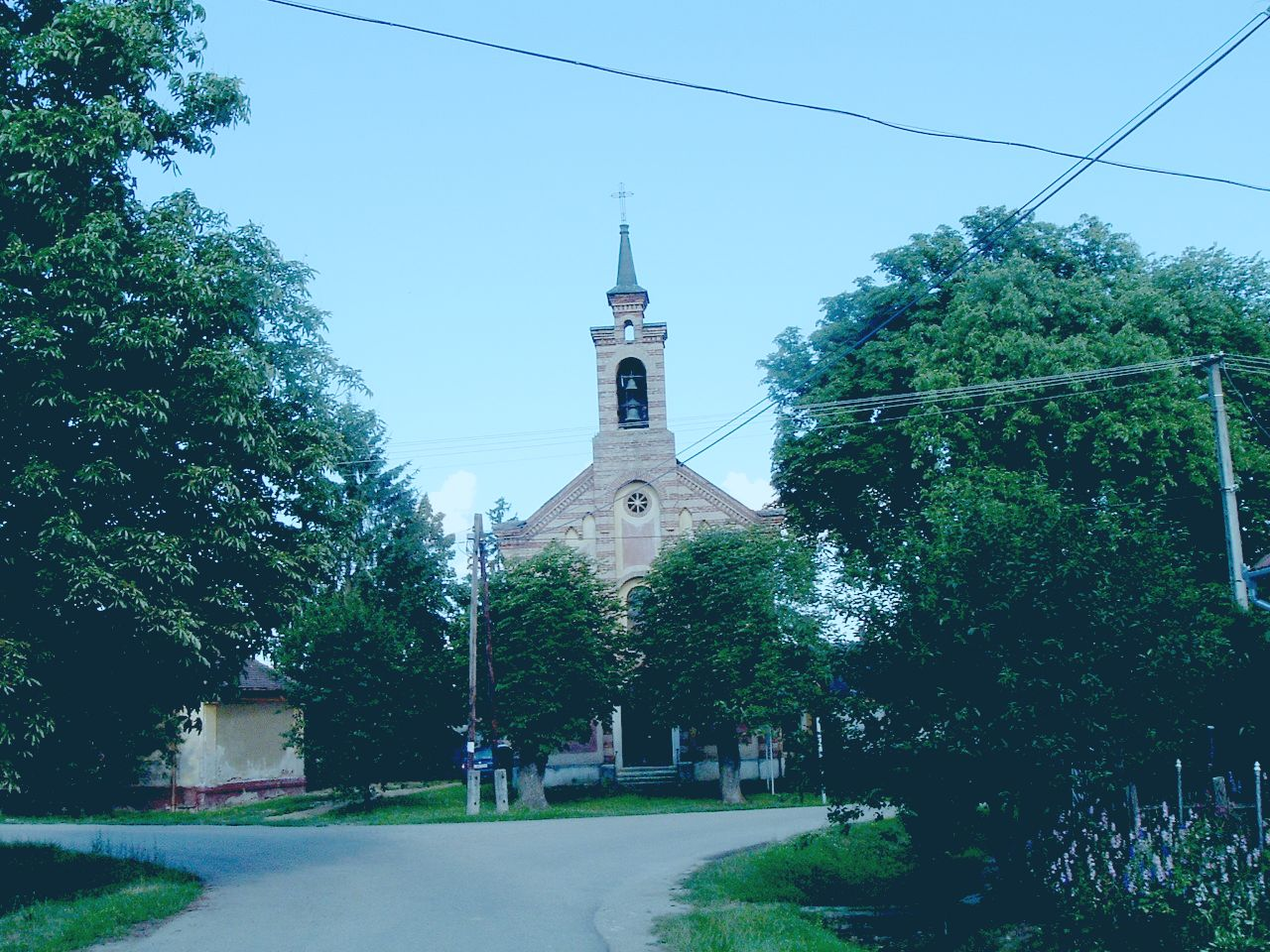
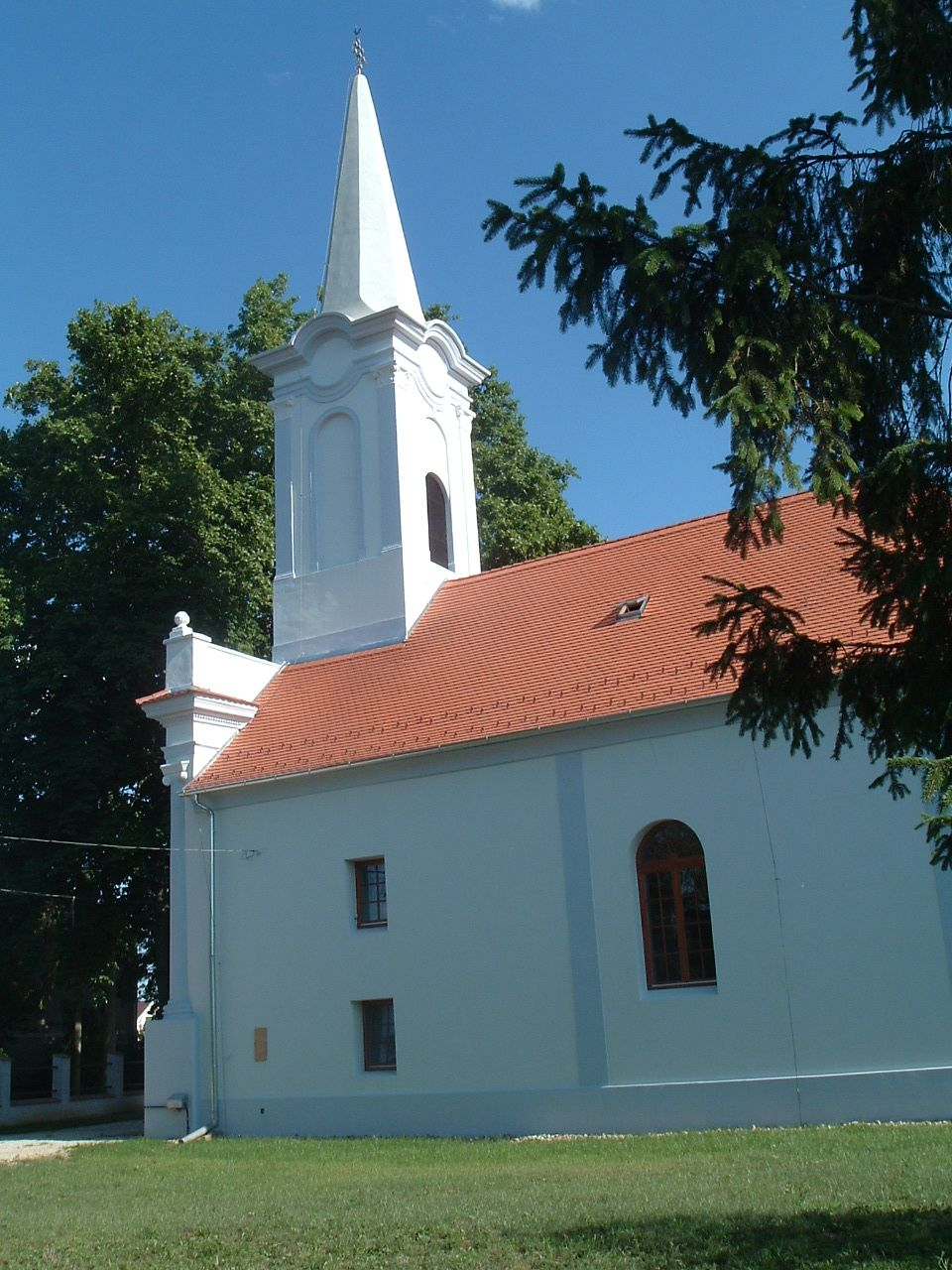